# Akyemansa
Akyemansa är ett distrikt i Ghana.   Det ligger i regionen Östra regionen, i den södra delen av landet, 130 km nordväst om huvudstaden Accra.